# Kreis Sarkad
Der Kreis Sarkad (ungarisch Sakardi járás) ist ein Kreis im Nordwesten des südostungarischen Komitats Békés. Er grenzt im Norden an das Komitat Hajdú-Bihar und im Osten an Rumänien (7 Grenzgemeinden). Der Kreis ging während der ungarischen Verwaltungsreform Anfang 2013 unverändert aus dem gleichnamigen Kleingebiet (Sarkadi kistérség) hervor (11 Gemeinden).

Der Kreis Sarkad hat eine durchschnittliche Gemeindegröße von 2.041 Einwohnern auf einer Fläche von 51,91 Quadratkilometern. Die Bevölkerungsdichte des bevölkerungsärmsten Kreises liegt unter der des Komitats. Verwaltungssitz ist die Stadt Sarkad im Süden des Kreises.

## Gemeindeübersicht
| Gemeinde           | Status   | Herkunft Kleingebiet | Einwohnerzahl | Einwohnerzahl | Einwohnerzahl | Fläche     | Bevölkerungs- dichte (Ew./km²) |
| Gemeinde           | Status   | Herkunft Kleingebiet | 01.10.2011    | 01.01.2013    | 01.01.2016    | 01.01.2016 | Bevölkerungs- dichte (Ew./km²) |
| ------------------ | -------- | -------------------- | ------------- | ------------- | ------------- | ---------- | ------------------------------ |
| Biharugra *        | Gemeinde | Sarkad               | 924           | 963           | 936           | 52,84      | 17,7                           |
| Geszt *            | Gemeinde | Sarkad               | 790           | 830           | 786           | 51,39      | 15,3                           |
| Körösnagyharsány * | Gemeinde | Sarkad               | 564           | 568           | 513           | 19,91      | 25,8                           |
| Kötegyán *         | Gemeinde | Sarkad               | 1.451         | 1.506         | 1.443         | 42,95      | 33,6                           |
| Méhkerék *         | Gemeinde | Sarkad               | 2.093         | 2.090         | 2.061         | 25,85      | 79,7                           |
| Mezőgyán *         | Gemeinde | Sarkad               | 1.104         | 1.117         | 1.052         | 60         | 17,6                           |
| Okány              | Gemeinde | Sarkad               | 2.590         | 2.607         | 2.521         | 70,62      | 35,7                           |
| Sarkad             | Stadt    | Sarkad               | 10.020        | 10.108        | 9.808         | 125,57     | 78,1                           |
| Sarkadkeresztúr    | Gemeinde | Sarkad               | 1.563         | 1.587         | 1.487         | 35,30      | 42,1                           |
| Újszalonta *       | Gemeinde | Sarkad               | 101           | 107           | 122           | 20,83      | 5,9                            |
| Zsadány            | Gemeinde | Sarkad               | 1.708         | 1.745         | 1.720         | 65,84      | 26,1                           |
| Kreis Sarkad       |          |                      | 22.908        | 23.228        | 22.449        | 570,97     | 39,3                           |

* Grenzgemeinde zu Rumänien